# Dvojšach
|   | a                                                            | b                                                            | c                                                            | d                                                            | e                                                            | f                                                            | g                                                            | h                                                            |   |
| 8 | g8 černý král · g4 bílý střelec · g2 bílý věž · g1 bílý král | g8 černý král · g4 bílý střelec · g2 bílý věž · g1 bílý král | g8 černý král · g4 bílý střelec · g2 bílý věž · g1 bílý král | g8 černý král · g4 bílý střelec · g2 bílý věž · g1 bílý král | g8 černý král · g4 bílý střelec · g2 bílý věž · g1 bílý král | g8 černý král · g4 bílý střelec · g2 bílý věž · g1 bílý král | g8 černý král · g4 bílý střelec · g2 bílý věž · g1 bílý král | g8 černý král · g4 bílý střelec · g2 bílý věž · g1 bílý král | 8 |
| 7 | g8 černý král · g4 bílý střelec · g2 bílý věž · g1 bílý král | g8 černý král · g4 bílý střelec · g2 bílý věž · g1 bílý král | g8 černý král · g4 bílý střelec · g2 bílý věž · g1 bílý král | g8 černý král · g4 bílý střelec · g2 bílý věž · g1 bílý král | g8 černý král · g4 bílý střelec · g2 bílý věž · g1 bílý král | g8 černý král · g4 bílý střelec · g2 bílý věž · g1 bílý král | g8 černý král · g4 bílý střelec · g2 bílý věž · g1 bílý král | g8 černý král · g4 bílý střelec · g2 bílý věž · g1 bílý král | 7 |
| 6 | g8 černý král · g4 bílý střelec · g2 bílý věž · g1 bílý král | g8 černý král · g4 bílý střelec · g2 bílý věž · g1 bílý král | g8 černý král · g4 bílý střelec · g2 bílý věž · g1 bílý král | g8 černý král · g4 bílý střelec · g2 bílý věž · g1 bílý král | g8 černý král · g4 bílý střelec · g2 bílý věž · g1 bílý král | g8 černý král · g4 bílý střelec · g2 bílý věž · g1 bílý král | g8 černý král · g4 bílý střelec · g2 bílý věž · g1 bílý král | g8 černý král · g4 bílý střelec · g2 bílý věž · g1 bílý král | 6 |
| 5 | g8 černý král · g4 bílý střelec · g2 bílý věž · g1 bílý král | g8 černý král · g4 bílý střelec · g2 bílý věž · g1 bílý král | g8 černý král · g4 bílý střelec · g2 bílý věž · g1 bílý král | g8 černý král · g4 bílý střelec · g2 bílý věž · g1 bílý král | g8 černý král · g4 bílý střelec · g2 bílý věž · g1 bílý král | g8 černý král · g4 bílý střelec · g2 bílý věž · g1 bílý král | g8 černý král · g4 bílý střelec · g2 bílý věž · g1 bílý král | g8 černý král · g4 bílý střelec · g2 bílý věž · g1 bílý král | 5 |
| 4 | g8 černý král · g4 bílý střelec · g2 bílý věž · g1 bílý král | g8 černý král · g4 bílý střelec · g2 bílý věž · g1 bílý král | g8 černý král · g4 bílý střelec · g2 bílý věž · g1 bílý král | g8 černý král · g4 bílý střelec · g2 bílý věž · g1 bílý král | g8 černý král · g4 bílý střelec · g2 bílý věž · g1 bílý král | g8 černý král · g4 bílý střelec · g2 bílý věž · g1 bílý král | g8 černý král · g4 bílý střelec · g2 bílý věž · g1 bílý král | g8 černý král · g4 bílý střelec · g2 bílý věž · g1 bílý král | 4 |
| 3 | g8 černý král · g4 bílý střelec · g2 bílý věž · g1 bílý král | g8 černý král · g4 bílý střelec · g2 bílý věž · g1 bílý král | g8 černý král · g4 bílý střelec · g2 bílý věž · g1 bílý král | g8 černý král · g4 bílý střelec · g2 bílý věž · g1 bílý král | g8 černý král · g4 bílý střelec · g2 bílý věž · g1 bílý král | g8 černý král · g4 bílý střelec · g2 bílý věž · g1 bílý král | g8 černý král · g4 bílý střelec · g2 bílý věž · g1 bílý král | g8 černý král · g4 bílý střelec · g2 bílý věž · g1 bílý král | 3 |
| 2 | g8 černý král · g4 bílý střelec · g2 bílý věž · g1 bílý král | g8 černý král · g4 bílý střelec · g2 bílý věž · g1 bílý král | g8 černý král · g4 bílý střelec · g2 bílý věž · g1 bílý král | g8 černý král · g4 bílý střelec · g2 bílý věž · g1 bílý král | g8 černý král · g4 bílý střelec · g2 bílý věž · g1 bílý král | g8 černý král · g4 bílý střelec · g2 bílý věž · g1 bílý král | g8 černý král · g4 bílý střelec · g2 bílý věž · g1 bílý král | g8 černý král · g4 bílý střelec · g2 bílý věž · g1 bílý král | 2 |
| 1 | g8 černý král · g4 bílý střelec · g2 bílý věž · g1 bílý král | g8 černý král · g4 bílý střelec · g2 bílý věž · g1 bílý král | g8 černý král · g4 bílý střelec · g2 bílý věž · g1 bílý král | g8 černý král · g4 bílý střelec · g2 bílý věž · g1 bílý král | g8 černý král · g4 bílý střelec · g2 bílý věž · g1 bílý král | g8 černý král · g4 bílý střelec · g2 bílý věž · g1 bílý král | g8 černý král · g4 bílý střelec · g2 bílý věž · g1 bílý král | g8 černý král · g4 bílý střelec · g2 bílý věž · g1 bílý král | 1 |
|   | a                                                            | b                                                            | c                                                            | d                                                            | e                                                            | f                                                            | g                                                            | h                                                            |   |

Dvojšach či dvojitý šach je situace ve hře šach, kdy je král šachován dvěma kameny současně. Je to důležitý taktický manévr, protože jde o velmi nepříjemný způsob útoku. Tohoto šachu se král totiž může zbavit jedině ústupem na jiné pole, braní šachujícího kamene nebo představení vlastního kamene nepřichází v úvahu. V šachové notaci je standardně označován znakem „+“ (plus) jako běžný šach, ale lze se setkat i s označením „++“, což je standardně variantní označení pro mat.

## Příklad z herní praxe
|   | a | b | c | d | e | f | g | h |   |
| 8 | a8 černý věž · b8 černý jezdec · c8 černý střelec · e8 černý král · f8 černý střelec · h8 černý věž · a7 černý pěšec · b7 černý pěšec · f7 černý pěšec · g7 černý pěšec · h7 černý pěšec · c6 černý pěšec · e5 černý dáma · e4 černý jezdec · d3 bílý dáma · a2 bílý pěšec · b2 bílý pěšec · c2 bílý pěšec · d2 bílý střelec · f2 bílý pěšec · g2 bílý pěšec · h2 bílý pěšec · c1 bílý král · d1 bílý věž · f1 bílý střelec · g1 bílý jezdec · h1 bílý věž | a8 černý věž · b8 černý jezdec · c8 černý střelec · e8 černý král · f8 černý střelec · h8 černý věž · a7 černý pěšec · b7 černý pěšec · f7 černý pěšec · g7 černý pěšec · h7 černý pěšec · c6 černý pěšec · e5 černý dáma · e4 černý jezdec · d3 bílý dáma · a2 bílý pěšec · b2 bílý pěšec · c2 bílý pěšec · d2 bílý střelec · f2 bílý pěšec · g2 bílý pěšec · h2 bílý pěšec · c1 bílý král · d1 bílý věž · f1 bílý střelec · g1 bílý jezdec · h1 bílý věž | a8 černý věž · b8 černý jezdec · c8 černý střelec · e8 černý král · f8 černý střelec · h8 černý věž · a7 černý pěšec · b7 černý pěšec · f7 černý pěšec · g7 černý pěšec · h7 černý pěšec · c6 černý pěšec · e5 černý dáma · e4 černý jezdec · d3 bílý dáma · a2 bílý pěšec · b2 bílý pěšec · c2 bílý pěšec · d2 bílý střelec · f2 bílý pěšec · g2 bílý pěšec · h2 bílý pěšec · c1 bílý král · d1 bílý věž · f1 bílý střelec · g1 bílý jezdec · h1 bílý věž | a8 černý věž · b8 černý jezdec · c8 černý střelec · e8 černý král · f8 černý střelec · h8 černý věž · a7 černý pěšec · b7 černý pěšec · f7 černý pěšec · g7 černý pěšec · h7 černý pěšec · c6 černý pěšec · e5 černý dáma · e4 černý jezdec · d3 bílý dáma · a2 bílý pěšec · b2 bílý pěšec · c2 bílý pěšec · d2 bílý střelec · f2 bílý pěšec · g2 bílý pěšec · h2 bílý pěšec · c1 bílý král · d1 bílý věž · f1 bílý střelec · g1 bílý jezdec · h1 bílý věž | a8 černý věž · b8 černý jezdec · c8 černý střelec · e8 černý král · f8 černý střelec · h8 černý věž · a7 černý pěšec · b7 černý pěšec · f7 černý pěšec · g7 černý pěšec · h7 černý pěšec · c6 černý pěšec · e5 černý dáma · e4 černý jezdec · d3 bílý dáma · a2 bílý pěšec · b2 bílý pěšec · c2 bílý pěšec · d2 bílý střelec · f2 bílý pěšec · g2 bílý pěšec · h2 bílý pěšec · c1 bílý král · d1 bílý věž · f1 bílý střelec · g1 bílý jezdec · h1 bílý věž | a8 černý věž · b8 černý jezdec · c8 černý střelec · e8 černý král · f8 černý střelec · h8 černý věž · a7 černý pěšec · b7 černý pěšec · f7 černý pěšec · g7 černý pěšec · h7 černý pěšec · c6 černý pěšec · e5 černý dáma · e4 černý jezdec · d3 bílý dáma · a2 bílý pěšec · b2 bílý pěšec · c2 bílý pěšec · d2 bílý střelec · f2 bílý pěšec · g2 bílý pěšec · h2 bílý pěšec · c1 bílý král · d1 bílý věž · f1 bílý střelec · g1 bílý jezdec · h1 bílý věž | a8 černý věž · b8 černý jezdec · c8 černý střelec · e8 černý král · f8 černý střelec · h8 černý věž · a7 černý pěšec · b7 černý pěšec · f7 černý pěšec · g7 černý pěšec · h7 černý pěšec · c6 černý pěšec · e5 černý dáma · e4 černý jezdec · d3 bílý dáma · a2 bílý pěšec · b2 bílý pěšec · c2 bílý pěšec · d2 bílý střelec · f2 bílý pěšec · g2 bílý pěšec · h2 bílý pěšec · c1 bílý král · d1 bílý věž · f1 bílý střelec · g1 bílý jezdec · h1 bílý věž | a8 černý věž · b8 černý jezdec · c8 černý střelec · e8 černý král · f8 černý střelec · h8 černý věž · a7 černý pěšec · b7 černý pěšec · f7 černý pěšec · g7 černý pěšec · h7 černý pěšec · c6 černý pěšec · e5 černý dáma · e4 černý jezdec · d3 bílý dáma · a2 bílý pěšec · b2 bílý pěšec · c2 bílý pěšec · d2 bílý střelec · f2 bílý pěšec · g2 bílý pěšec · h2 bílý pěšec · c1 bílý král · d1 bílý věž · f1 bílý střelec · g1 bílý jezdec · h1 bílý věž | 8 |
| 7 | a8 černý věž · b8 černý jezdec · c8 černý střelec · e8 černý král · f8 černý střelec · h8 černý věž · a7 černý pěšec · b7 černý pěšec · f7 černý pěšec · g7 černý pěšec · h7 černý pěšec · c6 černý pěšec · e5 černý dáma · e4 černý jezdec · d3 bílý dáma · a2 bílý pěšec · b2 bílý pěšec · c2 bílý pěšec · d2 bílý střelec · f2 bílý pěšec · g2 bílý pěšec · h2 bílý pěšec · c1 bílý král · d1 bílý věž · f1 bílý střelec · g1 bílý jezdec · h1 bílý věž | a8 černý věž · b8 černý jezdec · c8 černý střelec · e8 černý král · f8 černý střelec · h8 černý věž · a7 černý pěšec · b7 černý pěšec · f7 černý pěšec · g7 černý pěšec · h7 černý pěšec · c6 černý pěšec · e5 černý dáma · e4 černý jezdec · d3 bílý dáma · a2 bílý pěšec · b2 bílý pěšec · c2 bílý pěšec · d2 bílý střelec · f2 bílý pěšec · g2 bílý pěšec · h2 bílý pěšec · c1 bílý král · d1 bílý věž · f1 bílý střelec · g1 bílý jezdec · h1 bílý věž | a8 černý věž · b8 černý jezdec · c8 černý střelec · e8 černý král · f8 černý střelec · h8 černý věž · a7 černý pěšec · b7 černý pěšec · f7 černý pěšec · g7 černý pěšec · h7 černý pěšec · c6 černý pěšec · e5 černý dáma · e4 černý jezdec · d3 bílý dáma · a2 bílý pěšec · b2 bílý pěšec · c2 bílý pěšec · d2 bílý střelec · f2 bílý pěšec · g2 bílý pěšec · h2 bílý pěšec · c1 bílý král · d1 bílý věž · f1 bílý střelec · g1 bílý jezdec · h1 bílý věž | a8 černý věž · b8 černý jezdec · c8 černý střelec · e8 černý král · f8 černý střelec · h8 černý věž · a7 černý pěšec · b7 černý pěšec · f7 černý pěšec · g7 černý pěšec · h7 černý pěšec · c6 černý pěšec · e5 černý dáma · e4 černý jezdec · d3 bílý dáma · a2 bílý pěšec · b2 bílý pěšec · c2 bílý pěšec · d2 bílý střelec · f2 bílý pěšec · g2 bílý pěšec · h2 bílý pěšec · c1 bílý král · d1 bílý věž · f1 bílý střelec · g1 bílý jezdec · h1 bílý věž | a8 černý věž · b8 černý jezdec · c8 černý střelec · e8 černý král · f8 černý střelec · h8 černý věž · a7 černý pěšec · b7 černý pěšec · f7 černý pěšec · g7 černý pěšec · h7 černý pěšec · c6 černý pěšec · e5 černý dáma · e4 černý jezdec · d3 bílý dáma · a2 bílý pěšec · b2 bílý pěšec · c2 bílý pěšec · d2 bílý střelec · f2 bílý pěšec · g2 bílý pěšec · h2 bílý pěšec · c1 bílý král · d1 bílý věž · f1 bílý střelec · g1 bílý jezdec · h1 bílý věž | a8 černý věž · b8 černý jezdec · c8 černý střelec · e8 černý král · f8 černý střelec · h8 černý věž · a7 černý pěšec · b7 černý pěšec · f7 černý pěšec · g7 černý pěšec · h7 černý pěšec · c6 černý pěšec · e5 černý dáma · e4 černý jezdec · d3 bílý dáma · a2 bílý pěšec · b2 bílý pěšec · c2 bílý pěšec · d2 bílý střelec · f2 bílý pěšec · g2 bílý pěšec · h2 bílý pěšec · c1 bílý král · d1 bílý věž · f1 bílý střelec · g1 bílý jezdec · h1 bílý věž | a8 černý věž · b8 černý jezdec · c8 černý střelec · e8 černý král · f8 černý střelec · h8 černý věž · a7 černý pěšec · b7 černý pěšec · f7 černý pěšec · g7 černý pěšec · h7 černý pěšec · c6 černý pěšec · e5 černý dáma · e4 černý jezdec · d3 bílý dáma · a2 bílý pěšec · b2 bílý pěšec · c2 bílý pěšec · d2 bílý střelec · f2 bílý pěšec · g2 bílý pěšec · h2 bílý pěšec · c1 bílý král · d1 bílý věž · f1 bílý střelec · g1 bílý jezdec · h1 bílý věž | a8 černý věž · b8 černý jezdec · c8 černý střelec · e8 černý král · f8 černý střelec · h8 černý věž · a7 černý pěšec · b7 černý pěšec · f7 černý pěšec · g7 černý pěšec · h7 černý pěšec · c6 černý pěšec · e5 černý dáma · e4 černý jezdec · d3 bílý dáma · a2 bílý pěšec · b2 bílý pěšec · c2 bílý pěšec · d2 bílý střelec · f2 bílý pěšec · g2 bílý pěšec · h2 bílý pěšec · c1 bílý král · d1 bílý věž · f1 bílý střelec · g1 bílý jezdec · h1 bílý věž | 7 |
| 6 | a8 černý věž · b8 černý jezdec · c8 černý střelec · e8 černý král · f8 černý střelec · h8 černý věž · a7 černý pěšec · b7 černý pěšec · f7 černý pěšec · g7 černý pěšec · h7 černý pěšec · c6 černý pěšec · e5 černý dáma · e4 černý jezdec · d3 bílý dáma · a2 bílý pěšec · b2 bílý pěšec · c2 bílý pěšec · d2 bílý střelec · f2 bílý pěšec · g2 bílý pěšec · h2 bílý pěšec · c1 bílý král · d1 bílý věž · f1 bílý střelec · g1 bílý jezdec · h1 bílý věž | a8 černý věž · b8 černý jezdec · c8 černý střelec · e8 černý král · f8 černý střelec · h8 černý věž · a7 černý pěšec · b7 černý pěšec · f7 černý pěšec · g7 černý pěšec · h7 černý pěšec · c6 černý pěšec · e5 černý dáma · e4 černý jezdec · d3 bílý dáma · a2 bílý pěšec · b2 bílý pěšec · c2 bílý pěšec · d2 bílý střelec · f2 bílý pěšec · g2 bílý pěšec · h2 bílý pěšec · c1 bílý král · d1 bílý věž · f1 bílý střelec · g1 bílý jezdec · h1 bílý věž | a8 černý věž · b8 černý jezdec · c8 černý střelec · e8 černý král · f8 černý střelec · h8 černý věž · a7 černý pěšec · b7 černý pěšec · f7 černý pěšec · g7 černý pěšec · h7 černý pěšec · c6 černý pěšec · e5 černý dáma · e4 černý jezdec · d3 bílý dáma · a2 bílý pěšec · b2 bílý pěšec · c2 bílý pěšec · d2 bílý střelec · f2 bílý pěšec · g2 bílý pěšec · h2 bílý pěšec · c1 bílý král · d1 bílý věž · f1 bílý střelec · g1 bílý jezdec · h1 bílý věž | a8 černý věž · b8 černý jezdec · c8 černý střelec · e8 černý král · f8 černý střelec · h8 černý věž · a7 černý pěšec · b7 černý pěšec · f7 černý pěšec · g7 černý pěšec · h7 černý pěšec · c6 černý pěšec · e5 černý dáma · e4 černý jezdec · d3 bílý dáma · a2 bílý pěšec · b2 bílý pěšec · c2 bílý pěšec · d2 bílý střelec · f2 bílý pěšec · g2 bílý pěšec · h2 bílý pěšec · c1 bílý král · d1 bílý věž · f1 bílý střelec · g1 bílý jezdec · h1 bílý věž | a8 černý věž · b8 černý jezdec · c8 černý střelec · e8 černý král · f8 černý střelec · h8 černý věž · a7 černý pěšec · b7 černý pěšec · f7 černý pěšec · g7 černý pěšec · h7 černý pěšec · c6 černý pěšec · e5 černý dáma · e4 černý jezdec · d3 bílý dáma · a2 bílý pěšec · b2 bílý pěšec · c2 bílý pěšec · d2 bílý střelec · f2 bílý pěšec · g2 bílý pěšec · h2 bílý pěšec · c1 bílý král · d1 bílý věž · f1 bílý střelec · g1 bílý jezdec · h1 bílý věž | a8 černý věž · b8 černý jezdec · c8 černý střelec · e8 černý král · f8 černý střelec · h8 černý věž · a7 černý pěšec · b7 černý pěšec · f7 černý pěšec · g7 černý pěšec · h7 černý pěšec · c6 černý pěšec · e5 černý dáma · e4 černý jezdec · d3 bílý dáma · a2 bílý pěšec · b2 bílý pěšec · c2 bílý pěšec · d2 bílý střelec · f2 bílý pěšec · g2 bílý pěšec · h2 bílý pěšec · c1 bílý král · d1 bílý věž · f1 bílý střelec · g1 bílý jezdec · h1 bílý věž | a8 černý věž · b8 černý jezdec · c8 černý střelec · e8 černý král · f8 černý střelec · h8 černý věž · a7 černý pěšec · b7 černý pěšec · f7 černý pěšec · g7 černý pěšec · h7 černý pěšec · c6 černý pěšec · e5 černý dáma · e4 černý jezdec · d3 bílý dáma · a2 bílý pěšec · b2 bílý pěšec · c2 bílý pěšec · d2 bílý střelec · f2 bílý pěšec · g2 bílý pěšec · h2 bílý pěšec · c1 bílý král · d1 bílý věž · f1 bílý střelec · g1 bílý jezdec · h1 bílý věž | a8 černý věž · b8 černý jezdec · c8 černý střelec · e8 černý král · f8 černý střelec · h8 černý věž · a7 černý pěšec · b7 černý pěšec · f7 černý pěšec · g7 černý pěšec · h7 černý pěšec · c6 černý pěšec · e5 černý dáma · e4 černý jezdec · d3 bílý dáma · a2 bílý pěšec · b2 bílý pěšec · c2 bílý pěšec · d2 bílý střelec · f2 bílý pěšec · g2 bílý pěšec · h2 bílý pěšec · c1 bílý král · d1 bílý věž · f1 bílý střelec · g1 bílý jezdec · h1 bílý věž | 6 |
| 5 | a8 černý věž · b8 černý jezdec · c8 černý střelec · e8 černý král · f8 černý střelec · h8 černý věž · a7 černý pěšec · b7 černý pěšec · f7 černý pěšec · g7 černý pěšec · h7 černý pěšec · c6 černý pěšec · e5 černý dáma · e4 černý jezdec · d3 bílý dáma · a2 bílý pěšec · b2 bílý pěšec · c2 bílý pěšec · d2 bílý střelec · f2 bílý pěšec · g2 bílý pěšec · h2 bílý pěšec · c1 bílý král · d1 bílý věž · f1 bílý střelec · g1 bílý jezdec · h1 bílý věž | a8 černý věž · b8 černý jezdec · c8 černý střelec · e8 černý král · f8 černý střelec · h8 černý věž · a7 černý pěšec · b7 černý pěšec · f7 černý pěšec · g7 černý pěšec · h7 černý pěšec · c6 černý pěšec · e5 černý dáma · e4 černý jezdec · d3 bílý dáma · a2 bílý pěšec · b2 bílý pěšec · c2 bílý pěšec · d2 bílý střelec · f2 bílý pěšec · g2 bílý pěšec · h2 bílý pěšec · c1 bílý král · d1 bílý věž · f1 bílý střelec · g1 bílý jezdec · h1 bílý věž | a8 černý věž · b8 černý jezdec · c8 černý střelec · e8 černý král · f8 černý střelec · h8 černý věž · a7 černý pěšec · b7 černý pěšec · f7 černý pěšec · g7 černý pěšec · h7 černý pěšec · c6 černý pěšec · e5 černý dáma · e4 černý jezdec · d3 bílý dáma · a2 bílý pěšec · b2 bílý pěšec · c2 bílý pěšec · d2 bílý střelec · f2 bílý pěšec · g2 bílý pěšec · h2 bílý pěšec · c1 bílý král · d1 bílý věž · f1 bílý střelec · g1 bílý jezdec · h1 bílý věž | a8 černý věž · b8 černý jezdec · c8 černý střelec · e8 černý král · f8 černý střelec · h8 černý věž · a7 černý pěšec · b7 černý pěšec · f7 černý pěšec · g7 černý pěšec · h7 černý pěšec · c6 černý pěšec · e5 černý dáma · e4 černý jezdec · d3 bílý dáma · a2 bílý pěšec · b2 bílý pěšec · c2 bílý pěšec · d2 bílý střelec · f2 bílý pěšec · g2 bílý pěšec · h2 bílý pěšec · c1 bílý král · d1 bílý věž · f1 bílý střelec · g1 bílý jezdec · h1 bílý věž | a8 černý věž · b8 černý jezdec · c8 černý střelec · e8 černý král · f8 černý střelec · h8 černý věž · a7 černý pěšec · b7 černý pěšec · f7 černý pěšec · g7 černý pěšec · h7 černý pěšec · c6 černý pěšec · e5 černý dáma · e4 černý jezdec · d3 bílý dáma · a2 bílý pěšec · b2 bílý pěšec · c2 bílý pěšec · d2 bílý střelec · f2 bílý pěšec · g2 bílý pěšec · h2 bílý pěšec · c1 bílý král · d1 bílý věž · f1 bílý střelec · g1 bílý jezdec · h1 bílý věž | a8 černý věž · b8 černý jezdec · c8 černý střelec · e8 černý král · f8 černý střelec · h8 černý věž · a7 černý pěšec · b7 černý pěšec · f7 černý pěšec · g7 černý pěšec · h7 černý pěšec · c6 černý pěšec · e5 černý dáma · e4 černý jezdec · d3 bílý dáma · a2 bílý pěšec · b2 bílý pěšec · c2 bílý pěšec · d2 bílý střelec · f2 bílý pěšec · g2 bílý pěšec · h2 bílý pěšec · c1 bílý král · d1 bílý věž · f1 bílý střelec · g1 bílý jezdec · h1 bílý věž | a8 černý věž · b8 černý jezdec · c8 černý střelec · e8 černý král · f8 černý střelec · h8 černý věž · a7 černý pěšec · b7 černý pěšec · f7 černý pěšec · g7 černý pěšec · h7 černý pěšec · c6 černý pěšec · e5 černý dáma · e4 černý jezdec · d3 bílý dáma · a2 bílý pěšec · b2 bílý pěšec · c2 bílý pěšec · d2 bílý střelec · f2 bílý pěšec · g2 bílý pěšec · h2 bílý pěšec · c1 bílý král · d1 bílý věž · f1 bílý střelec · g1 bílý jezdec · h1 bílý věž | a8 černý věž · b8 černý jezdec · c8 černý střelec · e8 černý král · f8 černý střelec · h8 černý věž · a7 černý pěšec · b7 černý pěšec · f7 černý pěšec · g7 černý pěšec · h7 černý pěšec · c6 černý pěšec · e5 černý dáma · e4 černý jezdec · d3 bílý dáma · a2 bílý pěšec · b2 bílý pěšec · c2 bílý pěšec · d2 bílý střelec · f2 bílý pěšec · g2 bílý pěšec · h2 bílý pěšec · c1 bílý král · d1 bílý věž · f1 bílý střelec · g1 bílý jezdec · h1 bílý věž | 5 |
| 4 | a8 černý věž · b8 černý jezdec · c8 černý střelec · e8 černý král · f8 černý střelec · h8 černý věž · a7 černý pěšec · b7 černý pěšec · f7 černý pěšec · g7 černý pěšec · h7 černý pěšec · c6 černý pěšec · e5 černý dáma · e4 černý jezdec · d3 bílý dáma · a2 bílý pěšec · b2 bílý pěšec · c2 bílý pěšec · d2 bílý střelec · f2 bílý pěšec · g2 bílý pěšec · h2 bílý pěšec · c1 bílý král · d1 bílý věž · f1 bílý střelec · g1 bílý jezdec · h1 bílý věž | a8 černý věž · b8 černý jezdec · c8 černý střelec · e8 černý král · f8 černý střelec · h8 černý věž · a7 černý pěšec · b7 černý pěšec · f7 černý pěšec · g7 černý pěšec · h7 černý pěšec · c6 černý pěšec · e5 černý dáma · e4 černý jezdec · d3 bílý dáma · a2 bílý pěšec · b2 bílý pěšec · c2 bílý pěšec · d2 bílý střelec · f2 bílý pěšec · g2 bílý pěšec · h2 bílý pěšec · c1 bílý král · d1 bílý věž · f1 bílý střelec · g1 bílý jezdec · h1 bílý věž | a8 černý věž · b8 černý jezdec · c8 černý střelec · e8 černý král · f8 černý střelec · h8 černý věž · a7 černý pěšec · b7 černý pěšec · f7 černý pěšec · g7 černý pěšec · h7 černý pěšec · c6 černý pěšec · e5 černý dáma · e4 černý jezdec · d3 bílý dáma · a2 bílý pěšec · b2 bílý pěšec · c2 bílý pěšec · d2 bílý střelec · f2 bílý pěšec · g2 bílý pěšec · h2 bílý pěšec · c1 bílý král · d1 bílý věž · f1 bílý střelec · g1 bílý jezdec · h1 bílý věž | a8 černý věž · b8 černý jezdec · c8 černý střelec · e8 černý král · f8 černý střelec · h8 černý věž · a7 černý pěšec · b7 černý pěšec · f7 černý pěšec · g7 černý pěšec · h7 černý pěšec · c6 černý pěšec · e5 černý dáma · e4 černý jezdec · d3 bílý dáma · a2 bílý pěšec · b2 bílý pěšec · c2 bílý pěšec · d2 bílý střelec · f2 bílý pěšec · g2 bílý pěšec · h2 bílý pěšec · c1 bílý král · d1 bílý věž · f1 bílý střelec · g1 bílý jezdec · h1 bílý věž | a8 černý věž · b8 černý jezdec · c8 černý střelec · e8 černý král · f8 černý střelec · h8 černý věž · a7 černý pěšec · b7 černý pěšec · f7 černý pěšec · g7 černý pěšec · h7 černý pěšec · c6 černý pěšec · e5 černý dáma · e4 černý jezdec · d3 bílý dáma · a2 bílý pěšec · b2 bílý pěšec · c2 bílý pěšec · d2 bílý střelec · f2 bílý pěšec · g2 bílý pěšec · h2 bílý pěšec · c1 bílý král · d1 bílý věž · f1 bílý střelec · g1 bílý jezdec · h1 bílý věž | a8 černý věž · b8 černý jezdec · c8 černý střelec · e8 černý král · f8 černý střelec · h8 černý věž · a7 černý pěšec · b7 černý pěšec · f7 černý pěšec · g7 černý pěšec · h7 černý pěšec · c6 černý pěšec · e5 černý dáma · e4 černý jezdec · d3 bílý dáma · a2 bílý pěšec · b2 bílý pěšec · c2 bílý pěšec · d2 bílý střelec · f2 bílý pěšec · g2 bílý pěšec · h2 bílý pěšec · c1 bílý král · d1 bílý věž · f1 bílý střelec · g1 bílý jezdec · h1 bílý věž | a8 černý věž · b8 černý jezdec · c8 černý střelec · e8 černý král · f8 černý střelec · h8 černý věž · a7 černý pěšec · b7 černý pěšec · f7 černý pěšec · g7 černý pěšec · h7 černý pěšec · c6 černý pěšec · e5 černý dáma · e4 černý jezdec · d3 bílý dáma · a2 bílý pěšec · b2 bílý pěšec · c2 bílý pěšec · d2 bílý střelec · f2 bílý pěšec · g2 bílý pěšec · h2 bílý pěšec · c1 bílý král · d1 bílý věž · f1 bílý střelec · g1 bílý jezdec · h1 bílý věž | a8 černý věž · b8 černý jezdec · c8 černý střelec · e8 černý král · f8 černý střelec · h8 černý věž · a7 černý pěšec · b7 černý pěšec · f7 černý pěšec · g7 černý pěšec · h7 černý pěšec · c6 černý pěšec · e5 černý dáma · e4 černý jezdec · d3 bílý dáma · a2 bílý pěšec · b2 bílý pěšec · c2 bílý pěšec · d2 bílý střelec · f2 bílý pěšec · g2 bílý pěšec · h2 bílý pěšec · c1 bílý král · d1 bílý věž · f1 bílý střelec · g1 bílý jezdec · h1 bílý věž | 4 |
| 3 | a8 černý věž · b8 černý jezdec · c8 černý střelec · e8 černý král · f8 černý střelec · h8 černý věž · a7 černý pěšec · b7 černý pěšec · f7 černý pěšec · g7 černý pěšec · h7 černý pěšec · c6 černý pěšec · e5 černý dáma · e4 černý jezdec · d3 bílý dáma · a2 bílý pěšec · b2 bílý pěšec · c2 bílý pěšec · d2 bílý střelec · f2 bílý pěšec · g2 bílý pěšec · h2 bílý pěšec · c1 bílý král · d1 bílý věž · f1 bílý střelec · g1 bílý jezdec · h1 bílý věž | a8 černý věž · b8 černý jezdec · c8 černý střelec · e8 černý král · f8 černý střelec · h8 černý věž · a7 černý pěšec · b7 černý pěšec · f7 černý pěšec · g7 černý pěšec · h7 černý pěšec · c6 černý pěšec · e5 černý dáma · e4 černý jezdec · d3 bílý dáma · a2 bílý pěšec · b2 bílý pěšec · c2 bílý pěšec · d2 bílý střelec · f2 bílý pěšec · g2 bílý pěšec · h2 bílý pěšec · c1 bílý král · d1 bílý věž · f1 bílý střelec · g1 bílý jezdec · h1 bílý věž | a8 černý věž · b8 černý jezdec · c8 černý střelec · e8 černý král · f8 černý střelec · h8 černý věž · a7 černý pěšec · b7 černý pěšec · f7 černý pěšec · g7 černý pěšec · h7 černý pěšec · c6 černý pěšec · e5 černý dáma · e4 černý jezdec · d3 bílý dáma · a2 bílý pěšec · b2 bílý pěšec · c2 bílý pěšec · d2 bílý střelec · f2 bílý pěšec · g2 bílý pěšec · h2 bílý pěšec · c1 bílý král · d1 bílý věž · f1 bílý střelec · g1 bílý jezdec · h1 bílý věž | a8 černý věž · b8 černý jezdec · c8 černý střelec · e8 černý král · f8 černý střelec · h8 černý věž · a7 černý pěšec · b7 černý pěšec · f7 černý pěšec · g7 černý pěšec · h7 černý pěšec · c6 černý pěšec · e5 černý dáma · e4 černý jezdec · d3 bílý dáma · a2 bílý pěšec · b2 bílý pěšec · c2 bílý pěšec · d2 bílý střelec · f2 bílý pěšec · g2 bílý pěšec · h2 bílý pěšec · c1 bílý král · d1 bílý věž · f1 bílý střelec · g1 bílý jezdec · h1 bílý věž | a8 černý věž · b8 černý jezdec · c8 černý střelec · e8 černý král · f8 černý střelec · h8 černý věž · a7 černý pěšec · b7 černý pěšec · f7 černý pěšec · g7 černý pěšec · h7 černý pěšec · c6 černý pěšec · e5 černý dáma · e4 černý jezdec · d3 bílý dáma · a2 bílý pěšec · b2 bílý pěšec · c2 bílý pěšec · d2 bílý střelec · f2 bílý pěšec · g2 bílý pěšec · h2 bílý pěšec · c1 bílý král · d1 bílý věž · f1 bílý střelec · g1 bílý jezdec · h1 bílý věž | a8 černý věž · b8 černý jezdec · c8 černý střelec · e8 černý král · f8 černý střelec · h8 černý věž · a7 černý pěšec · b7 černý pěšec · f7 černý pěšec · g7 černý pěšec · h7 černý pěšec · c6 černý pěšec · e5 černý dáma · e4 černý jezdec · d3 bílý dáma · a2 bílý pěšec · b2 bílý pěšec · c2 bílý pěšec · d2 bílý střelec · f2 bílý pěšec · g2 bílý pěšec · h2 bílý pěšec · c1 bílý král · d1 bílý věž · f1 bílý střelec · g1 bílý jezdec · h1 bílý věž | a8 černý věž · b8 černý jezdec · c8 černý střelec · e8 černý král · f8 černý střelec · h8 černý věž · a7 černý pěšec · b7 černý pěšec · f7 černý pěšec · g7 černý pěšec · h7 černý pěšec · c6 černý pěšec · e5 černý dáma · e4 černý jezdec · d3 bílý dáma · a2 bílý pěšec · b2 bílý pěšec · c2 bílý pěšec · d2 bílý střelec · f2 bílý pěšec · g2 bílý pěšec · h2 bílý pěšec · c1 bílý král · d1 bílý věž · f1 bílý střelec · g1 bílý jezdec · h1 bílý věž | a8 černý věž · b8 černý jezdec · c8 černý střelec · e8 černý král · f8 černý střelec · h8 černý věž · a7 černý pěšec · b7 černý pěšec · f7 černý pěšec · g7 černý pěšec · h7 černý pěšec · c6 černý pěšec · e5 černý dáma · e4 černý jezdec · d3 bílý dáma · a2 bílý pěšec · b2 bílý pěšec · c2 bílý pěšec · d2 bílý střelec · f2 bílý pěšec · g2 bílý pěšec · h2 bílý pěšec · c1 bílý král · d1 bílý věž · f1 bílý střelec · g1 bílý jezdec · h1 bílý věž | 3 |
| 2 | a8 černý věž · b8 černý jezdec · c8 černý střelec · e8 černý král · f8 černý střelec · h8 černý věž · a7 černý pěšec · b7 černý pěšec · f7 černý pěšec · g7 černý pěšec · h7 černý pěšec · c6 černý pěšec · e5 černý dáma · e4 černý jezdec · d3 bílý dáma · a2 bílý pěšec · b2 bílý pěšec · c2 bílý pěšec · d2 bílý střelec · f2 bílý pěšec · g2 bílý pěšec · h2 bílý pěšec · c1 bílý král · d1 bílý věž · f1 bílý střelec · g1 bílý jezdec · h1 bílý věž | a8 černý věž · b8 černý jezdec · c8 černý střelec · e8 černý král · f8 černý střelec · h8 černý věž · a7 černý pěšec · b7 černý pěšec · f7 černý pěšec · g7 černý pěšec · h7 černý pěšec · c6 černý pěšec · e5 černý dáma · e4 černý jezdec · d3 bílý dáma · a2 bílý pěšec · b2 bílý pěšec · c2 bílý pěšec · d2 bílý střelec · f2 bílý pěšec · g2 bílý pěšec · h2 bílý pěšec · c1 bílý král · d1 bílý věž · f1 bílý střelec · g1 bílý jezdec · h1 bílý věž | a8 černý věž · b8 černý jezdec · c8 černý střelec · e8 černý král · f8 černý střelec · h8 černý věž · a7 černý pěšec · b7 černý pěšec · f7 černý pěšec · g7 černý pěšec · h7 černý pěšec · c6 černý pěšec · e5 černý dáma · e4 černý jezdec · d3 bílý dáma · a2 bílý pěšec · b2 bílý pěšec · c2 bílý pěšec · d2 bílý střelec · f2 bílý pěšec · g2 bílý pěšec · h2 bílý pěšec · c1 bílý král · d1 bílý věž · f1 bílý střelec · g1 bílý jezdec · h1 bílý věž | a8 černý věž · b8 černý jezdec · c8 černý střelec · e8 černý král · f8 černý střelec · h8 černý věž · a7 černý pěšec · b7 černý pěšec · f7 černý pěšec · g7 černý pěšec · h7 černý pěšec · c6 černý pěšec · e5 černý dáma · e4 černý jezdec · d3 bílý dáma · a2 bílý pěšec · b2 bílý pěšec · c2 bílý pěšec · d2 bílý střelec · f2 bílý pěšec · g2 bílý pěšec · h2 bílý pěšec · c1 bílý král · d1 bílý věž · f1 bílý střelec · g1 bílý jezdec · h1 bílý věž | a8 černý věž · b8 černý jezdec · c8 černý střelec · e8 černý král · f8 černý střelec · h8 černý věž · a7 černý pěšec · b7 černý pěšec · f7 černý pěšec · g7 černý pěšec · h7 černý pěšec · c6 černý pěšec · e5 černý dáma · e4 černý jezdec · d3 bílý dáma · a2 bílý pěšec · b2 bílý pěšec · c2 bílý pěšec · d2 bílý střelec · f2 bílý pěšec · g2 bílý pěšec · h2 bílý pěšec · c1 bílý král · d1 bílý věž · f1 bílý střelec · g1 bílý jezdec · h1 bílý věž | a8 černý věž · b8 černý jezdec · c8 černý střelec · e8 černý král · f8 černý střelec · h8 černý věž · a7 černý pěšec · b7 černý pěšec · f7 černý pěšec · g7 černý pěšec · h7 černý pěšec · c6 černý pěšec · e5 černý dáma · e4 černý jezdec · d3 bílý dáma · a2 bílý pěšec · b2 bílý pěšec · c2 bílý pěšec · d2 bílý střelec · f2 bílý pěšec · g2 bílý pěšec · h2 bílý pěšec · c1 bílý král · d1 bílý věž · f1 bílý střelec · g1 bílý jezdec · h1 bílý věž | a8 černý věž · b8 černý jezdec · c8 černý střelec · e8 černý král · f8 černý střelec · h8 černý věž · a7 černý pěšec · b7 černý pěšec · f7 černý pěšec · g7 černý pěšec · h7 černý pěšec · c6 černý pěšec · e5 černý dáma · e4 černý jezdec · d3 bílý dáma · a2 bílý pěšec · b2 bílý pěšec · c2 bílý pěšec · d2 bílý střelec · f2 bílý pěšec · g2 bílý pěšec · h2 bílý pěšec · c1 bílý král · d1 bílý věž · f1 bílý střelec · g1 bílý jezdec · h1 bílý věž | a8 černý věž · b8 černý jezdec · c8 černý střelec · e8 černý král · f8 černý střelec · h8 černý věž · a7 černý pěšec · b7 černý pěšec · f7 černý pěšec · g7 černý pěšec · h7 černý pěšec · c6 černý pěšec · e5 černý dáma · e4 černý jezdec · d3 bílý dáma · a2 bílý pěšec · b2 bílý pěšec · c2 bílý pěšec · d2 bílý střelec · f2 bílý pěšec · g2 bílý pěšec · h2 bílý pěšec · c1 bílý král · d1 bílý věž · f1 bílý střelec · g1 bílý jezdec · h1 bílý věž | 2 |
| 1 | a8 černý věž · b8 černý jezdec · c8 černý střelec · e8 černý král · f8 černý střelec · h8 černý věž · a7 černý pěšec · b7 černý pěšec · f7 černý pěšec · g7 černý pěšec · h7 černý pěšec · c6 černý pěšec · e5 černý dáma · e4 černý jezdec · d3 bílý dáma · a2 bílý pěšec · b2 bílý pěšec · c2 bílý pěšec · d2 bílý střelec · f2 bílý pěšec · g2 bílý pěšec · h2 bílý pěšec · c1 bílý král · d1 bílý věž · f1 bílý střelec · g1 bílý jezdec · h1 bílý věž | a8 černý věž · b8 černý jezdec · c8 černý střelec · e8 černý král · f8 černý střelec · h8 černý věž · a7 černý pěšec · b7 černý pěšec · f7 černý pěšec · g7 černý pěšec · h7 černý pěšec · c6 černý pěšec · e5 černý dáma · e4 černý jezdec · d3 bílý dáma · a2 bílý pěšec · b2 bílý pěšec · c2 bílý pěšec · d2 bílý střelec · f2 bílý pěšec · g2 bílý pěšec · h2 bílý pěšec · c1 bílý král · d1 bílý věž · f1 bílý střelec · g1 bílý jezdec · h1 bílý věž | a8 černý věž · b8 černý jezdec · c8 černý střelec · e8 černý král · f8 černý střelec · h8 černý věž · a7 černý pěšec · b7 černý pěšec · f7 černý pěšec · g7 černý pěšec · h7 černý pěšec · c6 černý pěšec · e5 černý dáma · e4 černý jezdec · d3 bílý dáma · a2 bílý pěšec · b2 bílý pěšec · c2 bílý pěšec · d2 bílý střelec · f2 bílý pěšec · g2 bílý pěšec · h2 bílý pěšec · c1 bílý král · d1 bílý věž · f1 bílý střelec · g1 bílý jezdec · h1 bílý věž | a8 černý věž · b8 černý jezdec · c8 černý střelec · e8 černý král · f8 černý střelec · h8 černý věž · a7 černý pěšec · b7 černý pěšec · f7 černý pěšec · g7 černý pěšec · h7 černý pěšec · c6 černý pěšec · e5 černý dáma · e4 černý jezdec · d3 bílý dáma · a2 bílý pěšec · b2 bílý pěšec · c2 bílý pěšec · d2 bílý střelec · f2 bílý pěšec · g2 bílý pěšec · h2 bílý pěšec · c1 bílý král · d1 bílý věž · f1 bílý střelec · g1 bílý jezdec · h1 bílý věž | a8 černý věž · b8 černý jezdec · c8 černý střelec · e8 černý král · f8 černý střelec · h8 černý věž · a7 černý pěšec · b7 černý pěšec · f7 černý pěšec · g7 černý pěšec · h7 černý pěšec · c6 černý pěšec · e5 černý dáma · e4 černý jezdec · d3 bílý dáma · a2 bílý pěšec · b2 bílý pěšec · c2 bílý pěšec · d2 bílý střelec · f2 bílý pěšec · g2 bílý pěšec · h2 bílý pěšec · c1 bílý král · d1 bílý věž · f1 bílý střelec · g1 bílý jezdec · h1 bílý věž | a8 černý věž · b8 černý jezdec · c8 černý střelec · e8 černý král · f8 černý střelec · h8 černý věž · a7 černý pěšec · b7 černý pěšec · f7 černý pěšec · g7 černý pěšec · h7 černý pěšec · c6 černý pěšec · e5 černý dáma · e4 černý jezdec · d3 bílý dáma · a2 bílý pěšec · b2 bílý pěšec · c2 bílý pěšec · d2 bílý střelec · f2 bílý pěšec · g2 bílý pěšec · h2 bílý pěšec · c1 bílý král · d1 bílý věž · f1 bílý střelec · g1 bílý jezdec · h1 bílý věž | a8 černý věž · b8 černý jezdec · c8 černý střelec · e8 černý král · f8 černý střelec · h8 černý věž · a7 černý pěšec · b7 černý pěšec · f7 černý pěšec · g7 černý pěšec · h7 černý pěšec · c6 černý pěšec · e5 černý dáma · e4 černý jezdec · d3 bílý dáma · a2 bílý pěšec · b2 bílý pěšec · c2 bílý pěšec · d2 bílý střelec · f2 bílý pěšec · g2 bílý pěšec · h2 bílý pěšec · c1 bílý král · d1 bílý věž · f1 bílý střelec · g1 bílý jezdec · h1 bílý věž | a8 černý věž · b8 černý jezdec · c8 černý střelec · e8 černý král · f8 černý střelec · h8 černý věž · a7 černý pěšec · b7 černý pěšec · f7 černý pěšec · g7 černý pěšec · h7 černý pěšec · c6 černý pěšec · e5 černý dáma · e4 černý jezdec · d3 bílý dáma · a2 bílý pěšec · b2 bílý pěšec · c2 bílý pěšec · d2 bílý střelec · f2 bílý pěšec · g2 bílý pěšec · h2 bílý pěšec · c1 bílý král · d1 bílý věž · f1 bílý střelec · g1 bílý jezdec · h1 bílý věž | 1 |
|   | a | b | c | d | e | f | g | h |   |

Příklad z vídeňské partie Richarda Rétiho a Saviellyho Tartakowera z roku 1910. Pozice na diagramu vznikla po tazích 1.e4 c6 2.d4 d5 3.Jc3 d×e4 4.J×e4 Jf6 5.Dd3 e5?! 6.d×e5 Da5+ 7.Sd2 D×e5 8.0-0-0! J×e4??
Dále následuje oběť dámy 9.Dd8+!! K×d8 za dvojšach 10.Sg5+. Pozice černého je beznadějná. Dostane mat po 10...Ke8 11.Vd8# i po 10...Kc7 11.Sd8#.